# وولف-غونتر تريرنبيرج
وولف غونتر تريرنبيرج (18 يونيو 1891 - 25 يوليو 1981) جنرالًا ألمانيًا خلال الحرب العالمية الثانية قاد عدة فرق. كما حصل أيضًا على وسام الفارس الصليبي الحديدي لألمانيا النازية. في فبراير-مارس 1945، قاد فرقة المشاة 347 في الدفاع عن ساربروكن. 

## الجوائز والأوسمة
- وسام الفارس الصليبي الحديدي في 10 مايو 1943 بصفته جينيرال لوتنانت وقائد فرقة المشاة 167 [2]

### اقتباسات
1. ↑  After the Battle Magazine, Issue 170, November 2015, page 36
2. ↑  Fellgiebel 2000, p. 346.

### قائمة المراجع
- Fellgiebel, Walther-Peer (2000) [1986]. Die Träger des Ritterkreuzes des Eisernen Kreuzes 1939–1945 — Die Inhaber der höchsten Auszeichnung des Zweiten Weltkrieges aller Wehrmachtteile [The Bearers of the Knight's Cross of the Iron Cross 1939–1945 — The Owners of the Highest Award of the Second World War of all Wehrmacht Branches] (بالألمانية). Friedberg, Germany: Podzun-Pallas. ISBN:978-3-7909-0284-6.